# Ocyptamus caldus
Ocyptamus caldus är en tvåvingeart som först beskrevs av Walker 1852.  Ocyptamus caldus ingår i släktet Ocyptamus och familjen blomflugor. Inga underarter finns listade i Catalogue of Life.